# Série de championnat de la Ligue nationale de baseball 1983
La Série de championnat de la Ligue nationale de baseball 1983 était la série finale de la Ligue nationale de baseball, dont l'issue a déterminé le représentant de cette ligue à la Série mondiale 1983, la grande finale des Ligues majeures.
Cette série au meilleur de cinq parties débute le mardi 4 octobre 1983 et se termine le samedi 8 octobre par un triomphe des Phillies de Philadelphie, trois victoires à une sur les Dodgers de Los Angeles.

## Équipes en présence
Après avoir remporté la Série mondiale 1981 et échappé par une seule partie le titre de la division Ouest de la Ligue nationale en 1982, les Dodgers de Los Angeles reprennent en 1983 le premier rang de leur section avec 91 gains et 71 revers, détrônant les Braves d'Atlanta, qu'ils laissent trois matchs derrière.
Dans la section Est, les Phillies de Philadelphie remportent le titre avec une saison de 90 victoires et 72 défaites, six parties devant leurs plus proches poursuivants, les Pirates de Pittsburgh. Le club compte dans ses rangs le champion des coups de circuit, Mike Schmidt, qui en réussit 40 en saison régulière, le lanceur John Denny, gagnant en 1983 du trophée Cy Young, et son coéquipier Steve Carlton, meneur du baseball majeur avec 275 retraits sur des prises.
Les Phillies retournent en Série de championnat trois ans après leur première conquête de la Série mondiale. Ils affrontent les Dodgers en finale de la Ligue nationale pour une troisième fois après avoir perdu deux fois leurs duels contre l'équipe californienne, en 1977 et 1978. Les deux adversaires misent principalement sur les performances de leurs lanceurs, le personnel des Dodgers (3,10) et des Phillies (3,34) ayant affiché en saison régulière 1983 les deux meilleures moyennes de points mérités de la Ligue nationale.

## Déroulement de la série

### Calendrier des rencontres
| Match | Date      | Visiteur                 | Hôte                     | Score |
| ----- | --------- | ------------------------ | ------------------------ | ----- |
| 1     | 4 octobre | Phillies de Philadelphie | Dodgers de Los Angeles   | 1 - 0 |
| 2     | 5 octobre | Phillies de Philadelphie | Dodgers de Los Angeles   | 1 - 4 |
| 3     | 7 octobre | Dodgers de Los Angeles   | Phillies de Philadelphie | 2 - 7 |
| 4     | 8 octobre | Dodgers de Los Angeles   | Phillies de Philadelphie | 2 - 7 |

### Match 1
Mardi 4 octobre 1983 au Dodger Stadium, Los Angeles, Californie.
| Phillies de Philadelphie | 1 | 0 | 0 | 0 | 0 | 0 | 0 | 0 | 0 | 1 | 5 | 1 |
| Dodgers de Los Angeles | 0 | 0 | 0 | 0 | 0 | 0 | 0 | 0 | 0 | 0 | 7 | 0 |
| Lanceurs partants : PHI : Steve Carlton LA : Jerry Reuss Vic. : Steve Carlton (1-0) Déf. : Jerry Reuss (0-1) Sauv. : Al Holland (1) HRs : PHI : Mike Schmidt (1) |   |   |   |   |   |   |   |   |   |   |   |   |

Le redoutable Mike Schmidt, troisième frappeur du match, claque un coup de circuit en solo face au lanceur partant des Dodgers, Jerry Reuss, dès la première manche pour le seul point du match. Au monticule pour les Phillies, Steve Carlton espace bien sept coups sûrs en sept manches et deux tiers lancées. En huitième, il remplit les buts mais avec deux retraits le releveur Al Holland s'amène dans la rencontre et liquide Mike Marshall, qui laisse trois coureurs sur les sentiers. Malgré un coureur en position de marquer pour Los Angeles en neuvième à la suite d'une erreur défensive des Phillies, Holland étouffe une fois de plus la menace et réussit le sauvetage dans cette victoire de 1-0 de Philadelphie. Jerry Reuss écope de la décision perdante même s'il n'a donné que cinq coups sûrs et un point aux Phillies.

### Match 2
Mercredi 5 octobre 1983 au Dodger Stadium, Los Angeles, Californie.
| Phillies de Philadelphie | 0 | 1 | 0 | 0 | 0 | 0 | 0 | 0 | 0 | 1 | 7 | 2 |
| Dodgers de Los Angeles | 1 | 0 | 0 | 0 | 2 | 0 | 0 | 1 | X | 4 | 6 | 1 |
| Lanceurs partants : PHI : John Denny LA : Fernando Valenzuela Vic. : Fernando Valenzuela (1-0) Déf. : John Denny (0-1) Sauv. : Tom Niedenfuer (1) HRs : PHI : Gary Matthews (1) |   |   |   |   |   |   |   |   |   |   |   |   |

Le lanceur des Dodgers, Fernando Valenzuela, amorce la fin de la cinquième manche en frappant une balle au champ centre mais une erreur du voltigeur de centre Garry Maddox permet à Valenzuela d'atteindre d'un seul coup le troisième but. Avec un coureur de plus autour des buts, Pedro Guerrero cogne un triple bon pour deux points non mérités qui brise l'égalité de 1-1. Le partant des Dodgers fait le reste du travail au monticule en espaçant bien sept coups sûrs en huit manches, ne donnant qu'un point aux Phillies dans cette victoire de 4 à 1.

### Match 3
Vendredi 7 octobre 1983 au Veterans Stadium, Philadelphie, Pennsylvanie.
| Dodgers de Los Angeles | 0 | 0 | 0 | 2 | 0 | 0 | 0 | 0 | 0 | 2 | 4 | 0 |
| Phillies de Philadelphie | 0 | 2 | 1 | 1 | 2 | 0 | 1 | 0 | X | 7 | 9 | 1 |
| Lanceurs partants : LA : Bob Welch PHI : Charlie Hudson Vic. : Charlie Hudson (1-0) Déf. : Bob Welch (0-1) HRs : LA : Mike Marshall (1) PHI : Gary Matthews (2) |   |   |   |   |   |   |   |   |   |   |   |   |

Gary Matthews mène l'offensive des Phillies avec trois coups sûrs dans ce match, tous productifs : d'abord un circuit en solo, puis un simple de deux points, puis enfin un autre simple faisant marquer un coureur. Charlie Hudson lance un match complet pour Philadelphie.

### Match 4
Samedi 8 octobre 1983 au Veterans Stadium, Philadelphie, Pennsylvanie.
| Dodgers de Los Angeles | 0 | 0 | 0 | 1 | 0 | 0 | 0 | 1 | 0 | 2 | 10 | 0 |
| Phillies de Philadelphie | 3 | 0 | 0 | 0 | 2 | 2 | 0 | 0 | X | 7 | 13 | 1 |
| Lanceurs partants : LA : Jerry Reuss PHI : Steve Carlton Vic. : Steve Carlton (1-0) Déf. : Jerry Reuss (0-2) HRs : LA : Dusty Baker (1) PHI : Gary Matthews (3), Sixto Lezcano (1) |   |   |   |   |   |   |   |   |   |   |    |   |

Le retour des deux lanceurs partants du premier match de cette série ne se transforme pas en autre duel de lanceurs comme dans la rencontre initiale au score de 1-0. Au contraire, Jerry Ruess des Dodgers est accueilli en première manche par un circuit de trois points de Gary Matthews, qui frappe ainsi sa troisième longue balle en autant de parties. Reuss est chassé du match en cinquième manche après avoir accordé deux autres points. Steve Carlton mérite sa deuxième victoire en autant de sorties.

## Joueur par excellence
Le voltigeur des Phillies de Philadelphie, Gary Matthews, est une sélection logique au titre de joueur par excellence de la Série de championnat 1983 de la Ligue nationale. Il malmène les lanceurs des Dodgers en claquant trois coups de circuit et amasse un impressionnant total de 8 points produits au cours des trois derniers matchs. Avec six coups sûrs dans la série de quatre parties, sa moyenne au bâton se chiffre à ,429 et sa moyenne de puissance atteint un spectaculaire 1,071.